# Kanton Landivisiau
Kanton Landivisiau (fr. Canton de Landivisiau) je francouzský kanton v departementu Finistère v regionu Bretaň. Skládá se z osmi obcí.

## Obce kantonu
- Bodilis
- Guimiliau
- Lampaul-Guimiliau
- Landivisiau
- Plougourvest
- Plounéventer
- Saint-Derrien
- Saint-Servais